# Daneți (gmina)
Daneți – gmina w Rumunii, w okręgu Dolj. Obejmuje miejscowości Brabeți, Braniște, Daneți i Locusteni. W 2011 roku liczyła 6257 mieszkańców.